# Wilhelm Wien
Wilhelm Carl Werner Otto Fritz Franz Wien (Gaffken (nabij Fischhausen), 13 januari 1864 – München, 30 augustus 1928) was een Duits natuurkundige. In 1896 leidde hij zijn stralingswet af waarmee de stralingsemissie berekend kan worden van zogenaamde zwarte stralers. In 1911 werd hij onderscheiden met de Nobelprijs voor de Natuurkunde, voor zijn ontdekkingen betreffende de wetten die de uitstraling van warmte bepalen.

## Biografie

### Vroege leven
Wien werd geboren op het landgoed Gaffken, nabij Fischhausen (het huidige Primorsk) in Oost-Pruisen, als enig kind van de landeigenaar Carl Wien en Caroline Gertz. In 1866 verhuisde zijn familie naar Drachenstein (het huidige Smokowo), in het district van Rastenburg (ook in Oost-Pruisen). Als kind kreeg Wilhelm privé-onderwijs en was voorbestemd om zijn vader op te volgen als herenboer.

### Opleiding
In 1879 ging Wilhelm naar school in Rastenburg en van 1880-1882 zat hij op het gymnasium in Heidelberg. In 1882 studeerde hij aan de universiteiten van Göttingen en Berlijn en van 1883 tot 1885 werkte hij in het laboratorium van Hermann von Helmholtz, waarna hij in 1886 promoveerde op een proefschrift over de verstrooiing van licht aan metalen en de invloed van verschillende materialen op de kleur van het licht dat zij verstrooien.
Na zijn promotie keerde Wien terug naar het landgoed in Drachenstein. De reden was dat een brand enkele gebouwen in de as had gelegd. Vier jaar twijfelde of hij de bedrijfsvoering van het landgoed wilde voortzetten of liever natuurkundig onderzoek wilde doen. In 1890 werd de beslissing voor hem genomen toen een lange periode van droogte hem dwong het landgoed te verkopen en hij een baan aannam als Helmholtz' assistent bij het Physikalisch-Technischen Reichanstalt in Charlottenburg. Zijn ouders verhuisden mee naar Berlijn, waar zijn vader een jaar later overleed.

### Loopbaan
In 1896 werd Wien docent in Aken, waar hij Philipp Lenard opvolgde. Hier werkte hij aan kathodestralen en bevestigde hij onder meer werk van J.J. Thomson en Jean Baptiste Perrin dat aantoonde dat deze bestonden uit negatief geladen deeltjes met ongeveer twee duizendste van de massa van een waterstofatoom (nu noemen we die deeltjes elektronen). In 1898 trouwde hij met Louise Mehler, uit Aken. Zij kregen samen vier kinderen, twee zonen (Waltraut en Karl) en twee dochters (Gerda en Hildegard). In hetzelfde jaar publiceerde Wien voor het eerst over kanaalstralen, een onderwerp dat hem nog lang zou bezighouden (hij publiceerde er in 1912 en 1918 weer over). Wien concludeerde dat deze stralen veel overeenkomsten vertoonden met kathodestralen, maar bestonden uit positief geladen deeltjes. Hij deed ook metingen aan de massa van deze deeltjes en zijn methoden werden later van groot belang voor de massaspectrometrie.
In 1899 werd Wien professor in Gießen, maar al in 1900 volgde hij Wilhelm Conrad Röntgen op in Würzburg. In 1919 vertrok hij naar München, waar hij weer de opvolger van Röntgen werd als hoogleraar aan de Universiteit van München en directeur van het Instituut van Experimentele Fysica van die universiteit.

## Werk
Wiens productiefste jaren waren de jaren 90 van de negentiende eeuw, toen de zwarte straler zijn belangrijkste onderwerp van interesse was. Hierbij bouwde hij voort op het werk van Gustav Robert Kirchhoff in de jaren 60, die de thermische eigenschappen van zwarte lichamen grondig had bestudeerd. Kirchhoff gaf aan dat ze perfect zijn voor de studie naar straling, omdat ze alle golflengtes uitzenden wanneer het lichaam verhit wordt.
Wien stelde in 1893 de Verschuivingswet van Wien op, die zegt dat de golflengte waarbij een zwart lichaam met de hoogst mogelijke intensiteit elektromagnetische straling uitzendt omgekeerd evenredig is met de temperatuur (dus hoe heter het lichaam, hoe korter de golflengte waar de intensiteit het hoogst is). We zien dit verschijnsel in de praktijk bijvoorbeeld bij het verhitten van metalen, die eerst roodgloeiend, dan witgloeiend en ten slotte blauwig van kleur worden, door de verschuiving van de piek in het uitgestraalde spectrum. Het product van temperatuur en de golflengte waarbij de stralingsenergie maximaal is, blijft constant. Zijn verschuivingswet stelde onderzoekers in staat om uit een gegeven spectrale verdeling bij een bepaalde temperatuur, die bij andere temperaturen direct af te leiden.
In 1896 publiceerde hij zijn stralingswet. Later bleek uit infraroodmetingen dat deze formule voor het laagfrequente gebied niet klopte en alleen geldig was voor korte golven. Het werk van Wien stelde Max Planck in staat om eind 1900 het probleem van straling in thermisch evenwicht op te lossen, door een uitdrukking te vinden die in alle opzichten voldeed. De wet van Wien kan tegenwoordig worden afgeleid uit de later gevonden wet van Planck, die zelf een van de eerste stappen in de ontdekking van de kwantummechanica was. Max von Laue schreef dan ook over Wien dat zijn onsterfelijke glorie was dat hij ons tot aan de poorten van de kwantumfysica leidde.
Er is een krater op Mars naar Wien vernoemd.

## Werken
- Lehrbuch der Hydrodynamica (1900)
- Über die Gesetze der Wärmestrahlung (1912)
- Vorlesungen über neue Problemen der theoretischen Physik (1913)
- Kanalstrahlen (1913)
- Aus der Welt der Wissenschaft (1921)
- Handbuch der Experimentalphysik (45 dln., 1926–1943, met F. Harms)
- Aus dem Leben und Wirken eines Physikers (1930, autobiografie)